# 葛桑
葛桑（Gesang，1917年10月1日—2010年5月20日）生於梭羅市，是印尼著名的音樂家。葛桑在五姐弟中排行第五，自幼停學打工，打工時培養了唱歌的興趣，無師自通，19歲時寫下第一首歌「孤兒」，自此踏上歌手之路。1940年，他寫下了美麗的梭羅河，就此一鳴驚人，美麗的梭羅河更被譯配成十多種語言。後來他在父親的安排下娶了一妻，兩人共同打理一間小店，夜晚他又兼顧唱歌，生活尚算不錯，但妻子後來染上賭癮，兩人最終分離，葛桑更需為妻子填還賭債，中年時曾經一度中落。後來印尼祖國之音聲像公司總裁蘇顯銘為葛桑重新錄製唱片，葛桑的晚年才能得到改進。葛桑終於2010年因病逝世。